# Ain (dipartimento)
L'Ain /ɛ̃/ è un dipartimento francese della regione Alvernia-Rodano-Alpi. Il nome del dipartimento deriva dal nome del fiume omonimo che scorre nel suo territorio.
Il dipartimento comprende quattro circondari (arrondissement), 23 cantoni e 393 comuni.

## Geografia fisica
L'Ain confina con i dipartimenti francesi del Giura, della Saona e Loira, del Rodano, dell'Isère, della Savoia, dell'Alta Savoia e con i cantoni svizzeri di Ginevra e di Vaud.
Il fiume Ain attraversa il dipartimento da nord a sud e lo divide in due parti con diversa orografia: verso ovest ci sono le regioni pianeggianti della Bresse, della pianura dell'Ain e della valle della Saona, e gli altopiani della Dombes, mentre ad est, la regione di Gex, il Bugey e il Revermont sono costituiti da vallate e montagne appartenenti al massiccio del Giura, con la vetta della Crêt de la Neige (1720 m).
Altri fiumi che lo percorrono sono la Saona, il Rodano, la Veyle, la Chalaronne, la Reyssouze e l'Albarine.

## Storia

### Preistoria
Le prime tracce di popolamento umano della regione risalgono al Paleolitico medio con manufatti di tipo mousteriano. Qualche oggetto litico più antico è stato trovato, ma non è stato possibile datarlo con precisione. Intorno al 15000 a.C. si verificò un popolamento più significativo del territorio in seguito al ritiro del ghiacciaio del Rodano. Questa popolazione di cacciatori-raccoglitori ha lasciato importanti oggetti ed opere d'arte come la grotta della Colombière a Neuville-sur-Ain.

### Antichità
Durante il I millennio a.C. popolazioni celtiche hanno occupato l'area, appartenenti alle culture di Hallstatt e La Tène. All'arrivo dei Romani nell'attuale territorio dell'Ain viveva la tribù celtica degli Ambarri. Questa subiva la pressione degli Elvezi, a loro volta spinti dalle popolazioni germaniche.
L'area fu conquistata da Giulio Cesare nell'ambito della Conquista della Gallia fra il 58 a.C. ed il 50 a.C., e fu annessa alla provincia della Gallia celtica o Gallia Lugdunensis. Dopo la riforma dioclezianea la regione fu assegnata alla Gallia Lugdunensis prima.
Fra i resti romani nel dipartimento ci sono il tempio di Izernore, la via romana di Belley e l'acquedotto di Vieu. La diocesi di Belley è attestata a partire dall'inizio del V secolo.

### Medioevo
In seguito alla caduta dell'Impero Romano, l'attuale territorio dell'Ain si trovò a far parte del regno dei Burgundi, che già lo popolavano in qualità di foederati dell'Impero Romano. Pochi decenni dopo, nel 532, il regno Burgundo fu conquistato dai Franchi. In età carolingia l'area era divisa in pagi governati da conti.
Con il trattato di Verdun dell'843 il territorio in questione fu assegnato a Lotario I. Tuttavia con il successivo trattato di Meerssen dell'870 esso fu attribuito a Carlo il Calvo. Infine, pochi anni dopo, nell'879, l'area divenne parte del nuovo regno di Bassa Borgogna, che nel 933 si unì al regno di Alta Borgogna dando vita al regno di Borgogna o di Arles.

### Periodo sabaudo
Nel 1032 il regno di Borgogna entrò a far parte del Sacro Romano Impero e nel 1077 l'imperatore investì il conte di Savoia del Bugey e del Valromey. 
Nel 1272 i Savoia ricevettero in dote anche la Bresse, e successivamente il duca di Borgogna cedette loro anche il Revermont. Questi ingrandimenti territoriali portarono i Savoia a scontrarsi con le mire espansionistiche del Delfinato ed all'inizio del XIV secolo scoppiò la guerra fra Savoia e Delfinato. Il conflitto durò mezzo secolo e si concluse con il trattato di Parigi del 1355: esso confermò ai Savoia i territori dell'attuale dipartimento dell'Ain.
Solo la Dombes non appartenne mai a Casa Savoia. Nel 1424 questo territorio venne eretto in principato indipendente e venne concesso a rami cadetti della casa di Borbone.

### Dall'unione alla Francia alla rivoluzione
Al termine della guerra fra Enrico IV di Francia e Carlo Emanuele I di Savoia, il trattato di Lione del 1601 stabilì che le provincie sabaude sulla riva destra del Rodano venissero cedute al Regno di Francia in cambio del marchesato di Saluzzo.
I nuovi territori, Bresse, Bugey e Pays de Gex, furono aggregati alla generalità di Borgogna e obbedivano al diritto consuetudinario di tale provincia (Coutume de Bourgogne). Il principato di Dombes fu ceduto dal suo sovrano al re di Francia nel 1762. Rimase una generalità separata ed autonoma.

### La Rivoluzione Francese e la creazione del dipartimento

L'Ain e le provincie che formavano il suo territorio prima del 1790

Il dipartimento dell'Ain venne costituito il 4 marzo del 1790: è uno dei primi 83 dipartimenti creati in applicazione della legge del 22 dicembre del 1789, all'indomani della Rivoluzione francese. Esso venne formato dall'unione di quattro provincie: la Bresse, il Bugey, la Dombes e il pays de Gex, nonché da due comuni della Franca Contea e da altrettanti del Franc-Lyonnais.
Il pays de Gex fu staccato dall'Ain nel 1798 per unirlo al nuovo dipartimento del Lemano e fu poi riaggregato all'Ain nel 1814 dopo la soppressione di quel dipartimento. Sei comuni della parte sudoccidentale del dipartimento sono passati al dipartimento del Rodano nel 1968, quando fu creata la Comunità urbana di Lione.

## Società

### Evoluzione demografica
Città di una certa importanza sono, oltre al capoluogo Bourg-en-Bresse, Belley, Gex, Nantua, Oyonnax, Ambérieu-en-Bugey, Meximieux, Montluel, Bellegarde-sur-Valserine, Ferney-Voltaire.
La popolazione è dispersa in una fitta rete di piccole città senza grandi centri. Dopo una diminuzione che era iniziata nella seconda metà del XIX secolo in seguito al fenomeno dello spopolamento delle campagne e si era accentuata fortemente dopo la prima guerra mondiale, il numero degli abitanti ha ripreso a risalire dopo la Seconda. A causa della vicinanza delle due grandi città di Lione, la cui periferia ha raggiunto la parte sudoccidentale del dipartimento, e di Ginevra, che si allarga in particolare verso la regione di Gex, negli ultimi trent'anni, la popolazione è passata dai circa 340 000 abitanti del 1968 agli oltre 574 000 del 2007.

## Luoghi interessanti
- Chiesa di Brou a Bourg-en-Bresse
- Borgo medievale di Pérouges
- Lago di Nantua
- Fort l'Écluse